# Teodoro R. Yangco

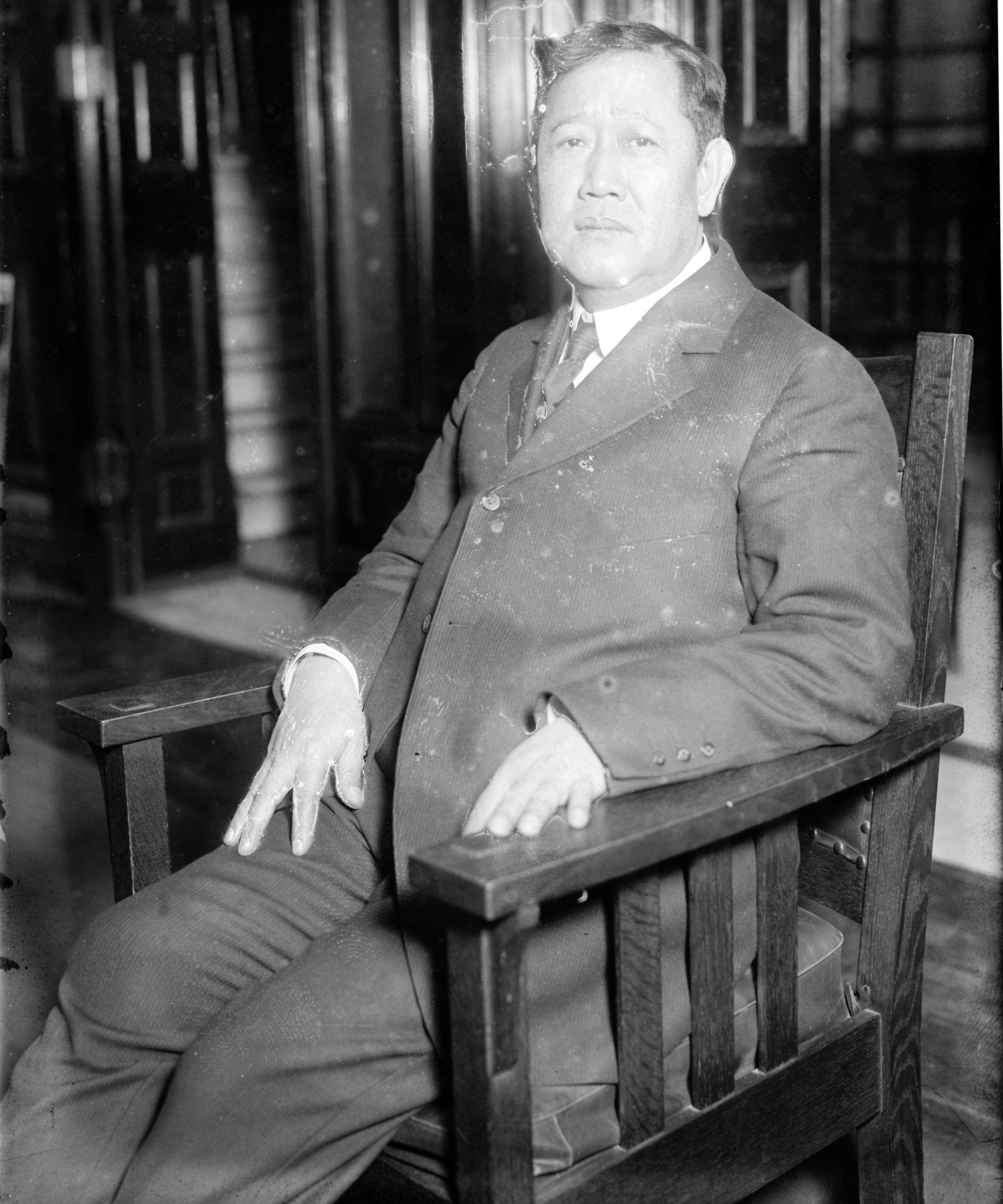
Teodoro R. Yangco

Teodoro Rafael Yangco  (* 9. November 1861 in San Antonio; † 20. April 1939 in Manila) war ein philippinischer Politiker. Zwischen 1917 und 1920 vertrat er die Philippinen als Delegierter (Resident Commissioner) im Repräsentantenhaus der Vereinigten Staaten.

## Werdegang
Teodoro Yangco besuchte das Ateneo de Manila und studierte danach bis 1881 an der University of Santo Tomas. Zwischen 1882 und 1886 absolvierte er eine Wirtschaftsschule in London. Danach war er in seiner Heimat im Schiffsbau, im Fährgeschäft und im Handel beschäftigt. Er wurde auch Direktor einer Lebensversicherung. Darüber hinaus war er in Manila in vielen anderen Branchen tätig. Politisch war er Mitglied der Nacionalista Party.
Im Jahr 1917 wurde Yangco von der philippinischen Legislative für drei Jahre als nicht stimmberechtigter Delegierter in das US-Repräsentantenhaus in Washington, D.C. gewählt, wo er am 4. März 1917 sein neues Mandat antrat. Im Jahr 1920 verzichtete er auf eine erneute Kandidatur. Damit endete seine Amtszeit im Kongress am 3. März 1920. Anschließend nahm er seine früheren Tätigkeiten wieder auf. Yangco starb am 20. April 1939 in Manila.